# Nottoway

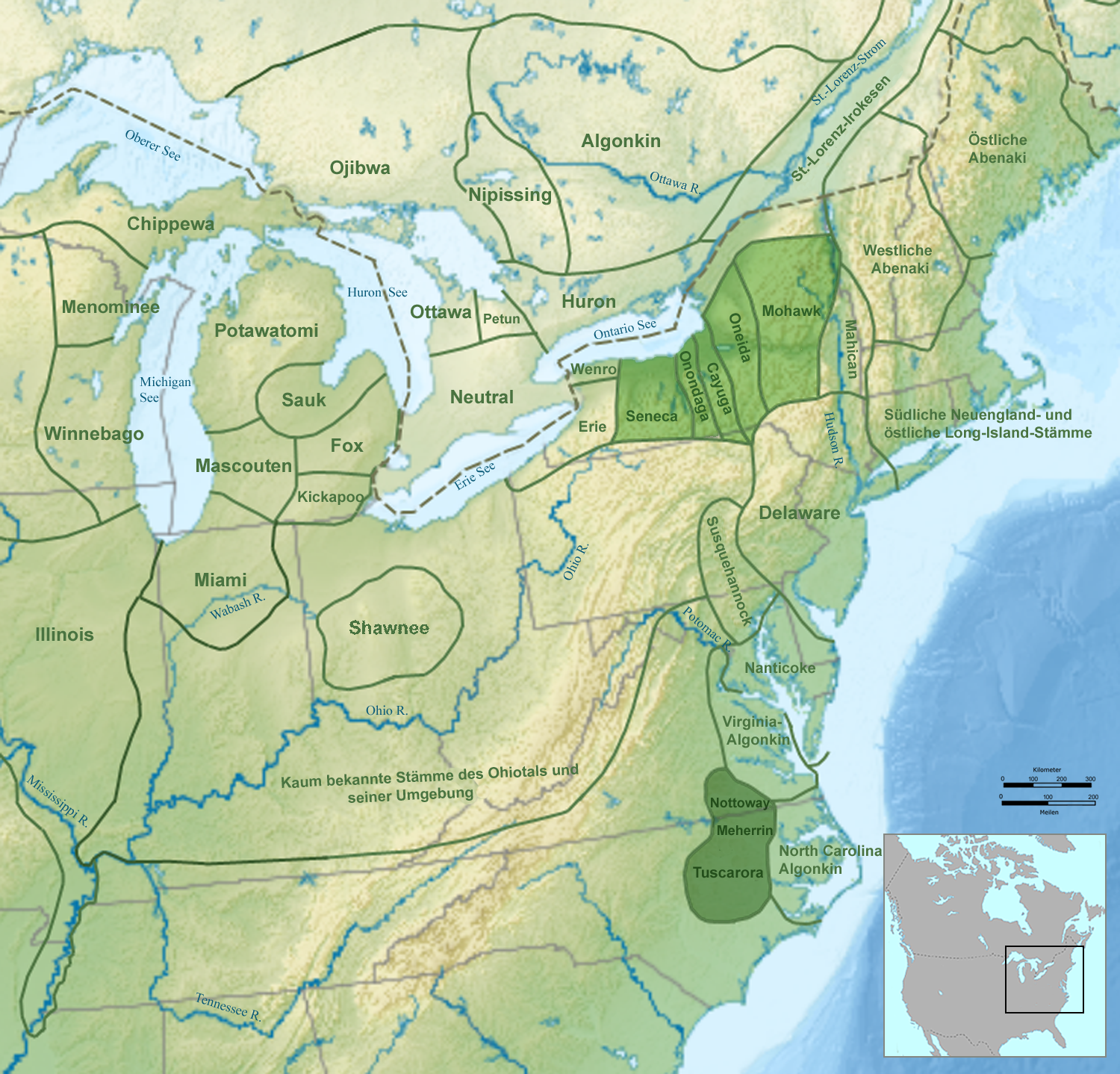
Wohn- und Jagdgebiet der Nottoway und benachbarter Stämme um 1650

Die Nottoway oder Cheroenhaka (Eigenbezeichnung) gehören zu den irokesisch sprechenden indigenen Völkern Nordamerikas, die zu Beginn des europäischen Kontakts um 1600 im Südosten des heutigen US-Bundesstaates Virginia lebten. Der Nottaway Indian Tribe of Virginia und der Cheroenhaka Indian Tribe werden beide seit 2010 als Indianerstamm von Virginia offiziell anerkannt.

## Sprache, Wohngebiet und Bevölkerung
Im 15. Jahrhundert gab es mehrere irokesisch sprechende Stämme in den heutigen US-Bundesstaaten Virginia und North Carolina. Die Tuscarora waren der größte und bekannteste dieser Stämme, mit denen sie sprachlich eng verwandt waren. Weitere vermutlich irokesisch sprechenden Stämme waren die eher unbekannten Meherrin und Neusiok. Das Wohn- und Jagdgebiet der Nottoway lag im südöstlichen Virginia. Ihre südlichen Nachbarn waren die Meherrin und Tuscarora. Im Norden und Osten lebten die zu den Algonkin gehörenden Weanock und Nansemond, während im Westen Stämme der siouxsprachigen Tutelo zu finden waren. Das Stammesgebiet der Nottoway lag um 1650 am oberen Nottoway River an der Fall Line der Appalachen im heutigen Sussex County, etwa 30 km südlich von Petersburg in Virginia. 
Aus überlieferten Aufzeichnungen geht hervor, dass ihre Bevölkerungszahl 1669 auf 90 Krieger in drei Dörfern geschätzt wurde. 1709 lag die Zahl bei 30 Kriegern in einem Dorf und 1729 bei 200 Stammesmitgliedern. Weitere Zahlen gibt es von 1774 (35), 1818 (26), 1821 (30), 1837 (25), 1852 (12), 1854 (9) und 1963 (1). Ab 1837 fehlen die Stammesmitglieder, die ihren gesetzlichen Status als Indianer verloren hatten, weil ihnen ein Stück Reservationsland zugewiesen wurde. 2010 hatte der Nottoway Indian Tribe of Virginia 110 und der Cheroenhaka Indian Tribe 272 eingeschriebene Mitglieder.

## Geschichte
Die Nottoway und Meherrin blieben nach der Ankunft der Europäer zu Beginn des 17. Jahrhunderts zunächst relativ ungestört von der sich von Jamestown nach Westen ausdehnenden englischen Kolonie. Nach 1650 kamen vermehrt englische Händler ins Land und besuchten die Dörfer der Nottoway, wie Rowantee, Tonnatorah und Cohanahanhaka. Sie lagen vermutlich am Haupthandelsweg, Weecacana genannt, der weiter südwärts zu den Meherrin und Tuscarora führte. Zu dieser Zeit durften Indianer keine Siedlung der Kolonisten ohne Erlaubnis betreten, doch auch Weißen war der Zugang zu den Dörfern der Meherrin und Nottoway verboten, außer den britischen Händlern mit entsprechender Lizenz.
Während der Bacon's Rebellion (1675–1676) wurden die Nottoway, Meherrin und andere benachbarte Stämme wiederholt angegriffen. Verantwortlich war Nathaniel Bacon, der als ausgesprochener Indianerhasser galt. Obwohl die meisten Stämme in Virginia friedlich und auf Ausgleich bedacht waren, hatte er sie mit seinen Truppen überfallen und entfachte anschließend einen Aufstand gegen Gouverneur William Berkeley und die Kolonialregierung, deren Politik als zu lasch gegenüber den Indianern angesehen wurde. Als Bacon im Oktober 1676 an der Ruhr erkrankte und starb, brach die Rebellion zusammen. Nach dem Krieg 1677 kam es zu einem Treffen mit dem neuen Gouverneur von Virginia und den Stammesführern, um einen Vertrag (Treaty of Middle Plantation von 1677) zwischen der Virginia-Kolonie und den benachbarten Stämmen einschließlich der Nottoway, Meherrin und Tuscarora abzuschließen. Darin wurden die Indianer zu Verbündeten erklärt, die eine militärische Vorhut bilden sollten, welche die weißen Siedlungen vor Überfällen feindlicher Indianer, wie der Irokesenliga, den Susquehannock und anderen entfernter lebenden Stämmen, schützen sollte. Im Gegenzug sollten die Kolonisten aufhören, in das Indianerland einzudringen, zu besetzen und das Wild zu jagen.
In dieser Zeit brach der lukrative Pelzhandel mit den Europäern ein, die leistungsfähigere Lieferanten im Westen und Süden gefunden hatten, wie zum Beispiel die Ocaneechee, Tuscarora, Catawba und Cherokee. Die Nottoway und Meherrin antworteten um 1681 mit einem Umzug nach Südosten entlang der Flüsse, die heute ihren Namen tragen. Im Verlauf des weiteren 18. Jahrhunderts wurden Reservationen für die Nottoway eingerichtet und nach und nach an einzelne Familien verkauft. Die Reservationen umfasste zwei Gebiete von erstens sechs Quadratmeilen (15,3 km²) und zweitens einer kreisrunden Fläche mit einem Durchmesser von sechs Meilen (30,2 km²). Das Land lag südlich und nördlich des Nottoway Rivers etwa auf dem Gebiet der heutigen Städte Courtland und Capron im Southampton County in Virginia. Die Assimilation der Indianer machte schnelle Fortschritte und 1824 stimmte das Parlament in Virginia für eine Verteilung des Reservationslands an einzelne Angehörige der Nottoway. In der Folgezeit kam es zu einer legalen Auflösung der Nottoway-Reservation, die als zweite offizielle Liquidierung einer Reservation in der Geschichte der USA gilt. Alle staatlichen Dienstleistungen wurden gestoppt und der legale Status als Stamm wurde beendet. Mischheiraten von Angehörigen der Nottoway mit freien Schwarzen, ihre angebliche Vorliebe für Alkohol und ihre vermeintliche Ablehnung von Arbeit missfielen ihren weißen Nachbarn, die sie um das Land beneideten. Aber noch bis 1878 leisteten einige Nottoway Widerstand gegen die Landaufteilung, weil sie ihren Status als Indianer nicht verlieren wollten.
1883 berichtete ein Tuscarora-Angehöriger, es gäbe Nottoway in Kanada in der Grand River Reservation, die irokesisch sprächen und dunkler als andere seien, vermutlich durch Mischung mit Schwarzen. Es ist unbekannt, wann diese Nottoway nach Kanada zogen. Es ist möglich, dass einige Nottoway die Tuscarora begleiteten, die um 1766 in großer Zahl North Carolina verließen und nach Norden migrierten. Das Schicksal der in Virginia verbliebenen Nottoway kann durch Aufzeichnungen des Southampton County verfolgt werden. Die letzte Person mit Nottoway-Identität war William Lands, geboren 1875 und gestorben 1963.

## Heutige Situation
Im März 2010 hat Virginia den Nottoway Indian Tribe und den Cheroenhaka (Nottoway) Indian Tribe staatlich anerkannt.
Die Angehörigen des Nottoway Indian Tribe of Virginia leben im Southampton County und Surry County sowie in der küstennahen Tidewater-Region. Die Mitglieder des Cheroenhaka (Nottoway) Indian Tribe sind im Southampton County und den umliegenden Counties in Virginia und North Carolina zu finden. 2010 hatte der Nottoway Indian Tribe of Virginia 110 und der Cheroenhaka Indian Tribe 272 eingeschriebene Mitglieder.